# Lengkong Gudang
Lengkong Gudang is een bestuurslaag in het regentschap Tangerang Selatan van de provincie Banten, Indonesië. Lengkong Gudang telt 11.830 inwoners (volkstelling 2010).